# 杜拉克 (澳大利亞國會選區)

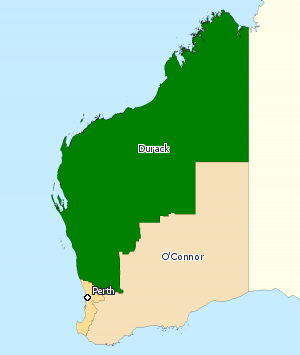
杜拉克選區

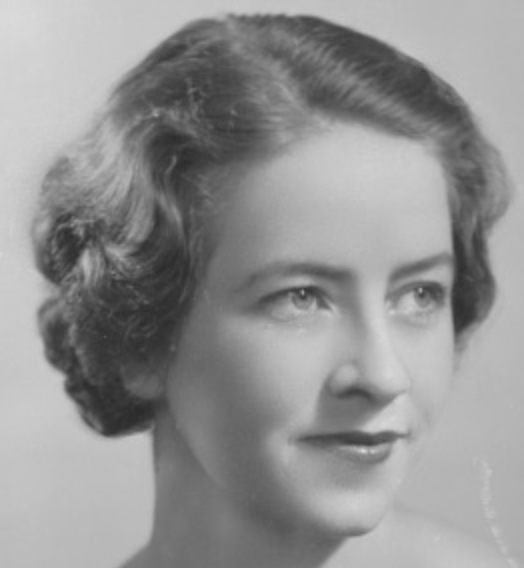
女作家瑪麗·杜拉克，選區以其家族姓氏命名

杜拉克選區（英語：Division of Durack），是澳大利亞西澳大利亞州的下議院選區，位於該州西北部廣大鄉郊。面積達1,587,758平方公里，是澳大利亞面積最大的選區。也是世界上面積僅次於努納武特選區的選區。
選區始於2010年，紀念當地一大家族。自由黨原卡爾古利選區的巴里·夏斯將競逐循本選區連任。